# Maria Geburt (Lyss)

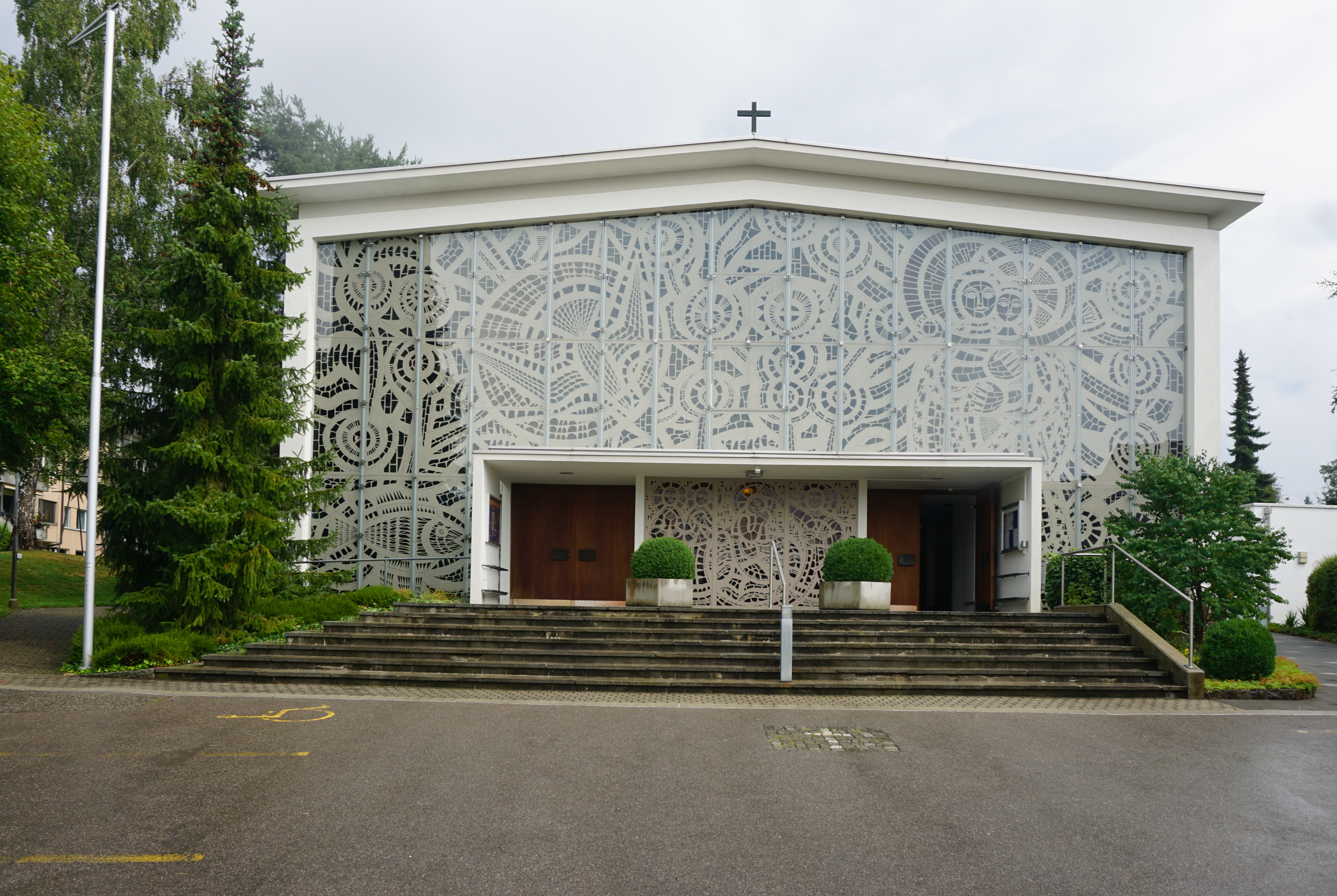
Kath. Kirche Lyss, Eingang und Nordfassade

Die Kirche Maria Geburt ist die römisch-katholische Pfarrkirche in Lyss, der Kirchgemeinde Maria Geburt Lyss – Seeland.

## Geschichte und Pfarreistruktur
Der Bieler Pfarrer Jakob Lörtscher versammelte erstmals am 17. Dezember 1944 die im Seeland verstreut wohnenden Katholiken zu einem Gottesdienst in einer Waschküche in Lyss. Danach konnte der Singsaal des Kirchenfeldschulhauses für die katholischen Gottesdienste benutzt werden. Ab 1953 stellte die reformierte Kirchgemeinde ihre alte, leer stehende Kirche gegen eine geringe Miete zur Verfügung. Als Seelsorger war Kasimir Jäggi (1917–2003) zunächst als Vikar und später als Pfarrer für Gemeinde tätig. 
Bald entstand der Wunsch nach einer eigenen Kirche und so wurde 1947 ein Fonds für Kirchenbauten gegründet. Durch die Sammeltätigkeit des Pfarrers konnte die Hälfte der späteren Bausumme eingebracht werden und mit einer Steuererhöhung um 4 % zugunsten des Fonds war die Finanzierung des Kirchenbaus gesichert. Die Kirchgemeinde erwarb zunächst ein Grundstück im Industriegebiet von 4000 m2, welches aber für eine Kirche schlecht geeignet war. Trotzdem wurde ein Architekturwettbewerb ausgeschrieben, bei dem der Entwurf des Bieler Architekturbüros Gebrüder Bernasconi siegte. Die Kirchgemeindeversammlung nahm das Projekt 1955 an. 
Auf Drängen der Einwohnergemeinde hin wurde aber ein Grundstück in der Wohnzone gesucht und ein Areal von 3500 m2 am Oberfeldweg gefunden, der Baugrund beim Zeughaus wurde abgegeben. Durch die Umorientierung auf das neue Grundstück entstand eine erneute Bauverzögerung, die Architekten konnten aber ihre Kostenofferte einhalten. Am 6. März 1958 genehmigte die Kirchgemeindeversammlung die Pläne und Offerten und am 26. März 1958 fand die Grundsteinlegung mit Bischof Franziskus von Streng statt. Nach anderthalb Jahrzehnten Planungszeit und einjähriger Bauzeit wurde das Gotteshaus am 22. März 1959 durch den Bischof eingesegnet. Im Jahr 2019 feierte die Pfarrei das 60-jährige Bestehen der Kirche Maria Geburt Lyss mit verschiedenen Anlässen unter dem Motto Richtig viel Leben.
Die Kirchgemeinde Seeland-Lyss umfasst gemäss Beschluss des Grossen Rats des Kantons Bern die:
a) die Gemeinden Aarberg, Arch, Bargen, Brüttelen, Büetigen, Bühl, Büren an der Aare, Busswil bei Büren, Diessbach bei Büren, Dotzigen, Epsach, Erlach, Finsterhennen, Gals, Gampelen, Grossaffoltern, Hagneck, Hermrigen, Ins, Jens, Kallnach, Kappelen, Leuzigen, Lüscherz, Lyss, Meienried, Merzligen, Müntschemier, Niederried bei Kallnach, Oberwil bei Büren, Radelfingen, Rüti bei Büren, Schüpfen, Seedorf, Siselen, Studen, Täuffelen, Treiten, Tschugg, Vinelz, Walperswil, Wengi und Worben;
b) vom Verwaltungskreis Biel/Bienne die Gemeinden Aegerten, Mörigen, Scheuren und Schwadernau.

## Baubeschreibung
Die Kirche am Oberfeldweg steht in Hanglage über einem weiten Vorplatz, an den links der Glockenturm und rechts das Pfarrhaus anschliesst. Sieben Stufen bilden einen breiten Treppenaufgang, der unter einem niedrigen Vordach zu den zwei Eingangspforten führt. Die Kirche wurde auf einem trapezförmigen Grundriss mit einem schwach geneigten Satteldach in Nordwest–südöstlicher Ausrichtung gebaut. Ihre Hauptfassade ist als Betonglasfenster ausgeführt. Die Pfarrei- und Gemeinderäumlichkeiten wurden 1977 südseitlich angebaut.

### Innenraum und künstlerische Ausstattung
Bereits in der Planungsphase beauftragten die Architekten Bernasconi den Künstler Peter Travaglini aus Büren, die künstlerische Ausstattung anhand eines Modells und den Plänen zu studieren. Mit der Glaswand der Nordfassade und den 14 Dreiecksfenstern wollte der Künstler die Symbole des Glaubens darstellen. Seine Entwürfe fanden grundsätzlich Zustimmung sowohl bei den Architekten als auch beim Pfarrer und Katholikenrat. Jedoch der Kirchenrat in Biel genehmigte sie nur mit Vorbehalt. Die Verantwortung für die gewagte Konstruktion der Glasbetonfassade wurde einzig dem Katholikenrat von Lyss überlassen. Travaglini sprach mit dem Pfarrer die Themen der Bilder ab. 
Die Dreiecksfenster der linken Wand stellen die sieben Schöpfungstage dar, als ihr Gegenstück sind rechts die sieben Sakramente symbolisiert. Die Rückwand der Taufkapelle zwischen den Eingangstüren gestaltete Travaglini mit der Taufe Jesu im Jordan. Die grosse Glaswand zeigt die Gottesmutter Maria mit dem Kind, die an der einen Seite über die ganze Raumhöhe dargestellt ist. Die andere Seite dominiert eine Taube als Symbol des Heiligen Geistes und unten das Fischsymbol für Christus. Die Freiflächen füllte der Künstler, wie bei einer Häkelarbeit, mit kreisförmigen Elementen. 
Eine Holzdecke spannt sich über das Kirchenschiff mit den Holzbänken. Zwei den Eingangstüren entsprechende Gänge führen nach vorne zum Altar. Helles indirektes Licht erhellt von oben den eingezogenen Chorraum. Schlichte Granitblöcke wurden die für Altäre, den Ambo und den Taufstein verwendet.
Nach der Versetzung des Altars an die Chorstufen nach der Liturgiereform, wurde anstelle des Kreuzes als Altarbild eine Darstellung der Kreuzigung Jesu von Cuno Amiet aufgehängt.
Am Seitenaltar der linken Chorwand steht eine Marienstatue aus naturbelassenem Holz. Gegenüber an der rechten Chorwand fand der Tabernakel nach der Umgestaltung seinen.

### Turm und Glocken

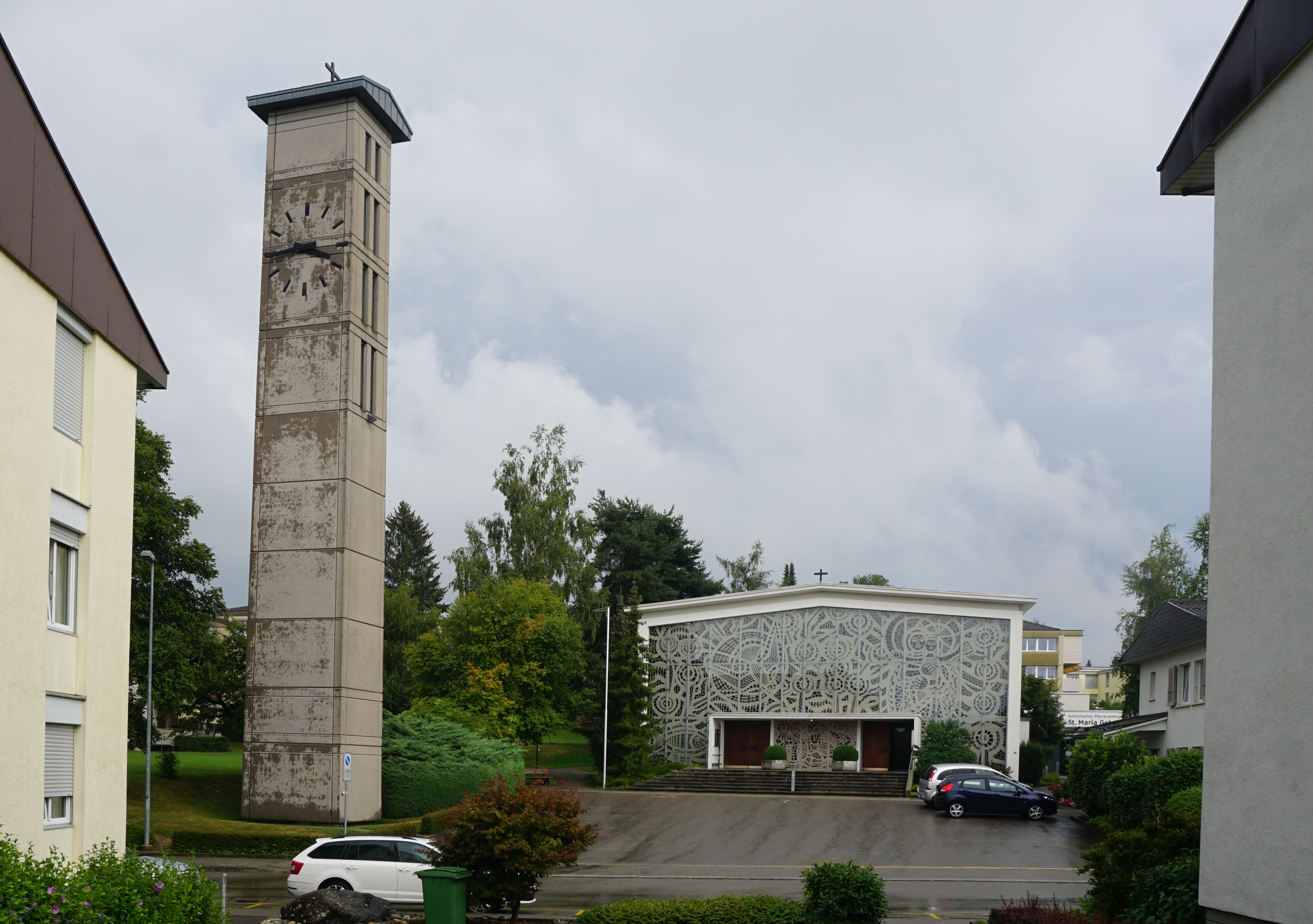
Glockenturm und Kirche

Mit dem Bau des 25 Meter hohen, freistehenden Glockenturms konnte erst später nach Grundstücksanpassungen begonnen werden. Er wurde rechtzeitig zur Glockenweihe am 22. März 1959 fertiggestellt. Ursprünglich bestand er aus zwei freistehenden und offen verbundenen Betonpfeilern, die man später, vermutlich aus statischer Notwendigkeit mit Betonelementen verkleidete. Hinter den Schalllöchern beim Glockenstuhl hängen die Christus-, Marien-, Josephs- und Schutzengelglocke mit den Schlagtönen e′, fis′, gis′ und h′.

### Orgel
Auf der vor der Glaswand stehenden Empore steht seitlich die Orgel. Das erste Instrument wurde 1963 von Georges Schamberger, Uster, mit 10 Registern auf zwei Manualen und Pedal errichtet. 
1998 baute Orgelbau Wälti, Gümligen, am selben Stendort eine neue Orgel mit zwei Manualen und Pedal. Sie besitzt 15 Register mit mechanischer Traktur und Registratur auf Schleifladen. Anlässlich einer Revision wurden 2020 zwei bis dahin fehlende Register eingebaut.
| I Hauptwerk C–g3 |       |
| Principal        | 8′    |
| Hohlflöte        | 8′    |
| Octave           | 4′    |
| Flöte            | 4′    |
| Oktave           | 2′    |
| Mixtur IV        | 1 ⁄3′ |

| II Positiv C–g3                         |       |
| Salicional (mit Vorabzug als Schwebung) | 8′    |
| Gedackt                                 | 8′    |
| Rohrflöte                               | 4′    |
| Quinte                                  | 2 ⁄3′ |
| Prinzipal                               | 2′    |
| Oboe                                    | 8′    |

| Pedal C–f1 |     |
| Subbass    | 16′ |
| Subbass    | 08′ |
| Fagott     | 08′ |

- Koppeln: II/I, II/P, I/P
- Tremulant auf alle Werke wirkend